# Egon Kjerrman
Ernst Egon Napoleon Kjerrman, född 25 september 1920 i Göteborg, död 13 mars 2007 i Västerås, var en svensk kapellmästare och kompositör. 

## Biografi
Egon Kjerrman tog examen som musikdirektör vid Kungliga Musikhögskolan år 1943 varefter han från 1944 tjänstgjorde i Svea livgardes musikkår. År 1946 anställdes han som kapellmästare vid Stora Teatern i Göteborg. Därefter, från år 1948, arbetade han vid Hippodromen i Malmö. Under åren 1952 till 1976 verkade han som producent och dirigent vid Sveriges Radio. Främst ledde han Underhållningsorkestern vid radion fram till dess upplösning år 1964.
Han blev känd när han från 1956 och tio år framåt ledde radioutsända allsångskvällar från Sollidens scen på Skansen i Stockholm med titeln Sjung med Egon. Han myntade uttrycket Jag sjunger hellre än bra. Senare år sändes programmet i radio under namnet "Bäste man på Skansen". Han var även under många år en välkänd radio- och TV-profil då han medverkade i ett antal produktioner under 1960-, 1970- och 1980-talen. Han deltog i till exempel Sveriges Magasin (TV), bland annat med Misse o Moje som var ett inslag för barn, samt en lång rad andra program.
Från år 1975 till 1979 var Kjerrman dirigent för Regionmusiken Karlskrona och vid I 17 i Uddevalla. Senare var han anställd vid Försvarsmusikcentrum. 
Kjerrman var en hängiven radioamatör med anropssignalen SM5XH.

## Filmografi

### Roller
- 1965 – För tapperhet i tält - Fanjunkaren
- 1965 – Vem blir Göteborgs Lucia 1965 - Jurymedlem

### Musik
- 1954 – En natt på Glimmingehus
- 1958 – Stråssa
- 1959 – Resa i toner
- 1963 – Törst
- 1965 – Åsa-Nisse slår till
- 1966 – Åsa-Nisse i raketform

### Musikarrangör
- 1954 – En natt på Glimmingehus
- 1955 – Brudar och bollar eller Snurren i Neapel
- 1959 – Resa i toner
- 1965 – För tapperhet i tält
- 1965 – Åsa-Nisse slår till

### Webbkällor
- Egon Kjerrman på Svensk Filmdatabas

### Fotnoter
1. ↑  Radiotidningen QRO nr 4 - 2007, sid 3 Arkiverad 6 juni 2014 hämtat från the Wayback Machine. utgiven av Göteborgs Sändareamatörer